# Maria Magdalena – Eine Frau geht ihren Weg
Maria Magdalena – Eine Frau geht ihren Weg ist der Titel einer mexikanischen Telenovela, die zwischen 2018 und 2019 produziert wurde. Die Handlung entwirft ein fiktives, biographisches Porträt der ersten Jüngerin Jesu', Maria Magdalena, ihren Lebens- und Leidensweg und wie sie Jesus kennen lernte. Insgesamt entstanden 60 Episoden.
Die Serie ist seit dem 5. Mai 2022 auf Bibel TV auch in deutscher Sprache synchronisiert zu sehen.

## Handlung
In Jerusalem des Jahres 33 wird Jesus von Nazaret gekreuzigt. Eine Frau ist bei ihm, als er am Kreuz stirbt. Es ist Maria aus Magdala. Drei Tage später geht sie zu seinem Grab um ihn zu salben; sein Leichnam ist verschwunden. Ein Mann erscheint ihr und befiehlt ihr zusammen mit seinen Jüngern nach Galiläa aufzubrechen. Hier würde er sie wiedersehen. Es ist der auferstandene Jesus. Auf dem Weg nach Galiläa erinnert sie sich an ihre Lebensgeschichte.

## Hintergrundinformationen
Der Aufbau der Serie sowie der Episoden ist eine klassische Telenovela. Eine Frau steht im Mittelpunkt der Handlung. Es gibt mehrere parallel zueinander verlaufende Handlungsstränge, eine Vielzahl von Darstellern und jede Episode endet mit einem typischen Cliffhanger. Auch bemühte man sich bei der Auswahl der Schauspieler – speziell der Frauen – überdurchschnittlich attraktive Personen zu besetzen, so dass es auch vorkommen kann, dass blonde Schauspielerinnen, wie etwa Danielle Arciniegas als Salome, mediterrane Charaktere verkörpern, die im Israel vor 2000 Jahren zu Hause waren. Zudem wirken einige Innenaufnahmen, speziell am Hof von König Herodes sehr steril und sauber und wurden in einem für Telenovelas dafür typischen Fernsehstudio gedreht.
Die Dreharbeiten der Serie fanden überwiegend in Kolumbien statt; für einige Szenen reiste man allerdings zu klassischen Bibelfilmlocations nach Ouarzazate und Merzouga nach Marokko.

## Darsteller
| Rolle                  | Darsteller             |
| ---------------------- | ---------------------- |
| Maria Magdalena        | María Fernanda Yepes   |
| Jesus                  | Manolo Cardona         |
| Simon Petrus           | Andrés Parra           |
| Gaius Valerius         | Luis Roberto Guzmán    |
| Herodias               | Diana Lein             |
| Herodes Antipas        | César Mora             |
| Barabbas               | Pakey Vásquez          |
| Lazarus                | Alejandro de Marino    |
| Chusas                 | Gustavo Sánchez Parra  |
| Maria, Mutter Jesu'    | Jacqueline Arenal      |
| Ur                     | Claudio Cataño         |
| Emilius                | Andrés Suárez          |
| Salome                 | Danielle Arciniegas    |
| Jair                   | Juan Fernando Sánche   |
| Johanna                | Juana Arboleda         |
| Andreas                | Juan Manuel Lenis      |
| Levi Matthäus          | Vicente Peña           |
| Jakobus                | Alejandro Buitrago     |
| Rebekka                | Maia Landaburu         |
| Johannes               | Luis Miguel González   |
| Abigail                | María Teresa Barreto   |
| Bartholomäus           | Anderson Balsero       |
| Johannes der Täufer    | Christian Tappan       |
| Claudia Procula        | Susana Torres          |
| Judas Iskariot         | Juan Sebastián Calero  |
| Kaiphas                | Juan Carlos Vargas     |
| Kaiser Tiberius        | Kepa Amuchastegui      |
| Pontius Pilatus        | Lucho Velasco          |
| Dismas                 | Andrés Sandoval        |
| Hannas                 | Julio Sánchez Cóccaro  |
| Joseph von Arimathäa   | Álvaro García Trujillo |
| Maria Magdalenas Vater | Gerardo Calero         |

Gerardo Calero, der Schauspieler, der Maria Magdalenas Vater verkörpert, ist der Vater des Schauspielers Juan Sebastián Calero, dem Darsteller des Judas.

## Episodenliste
| Nummer | Titel                              | Ausstrahlung (Bibel TV) |
| ------ | ---------------------------------- | ----------------------- |
| 01     | Die Vermählung                     | 5. Mai 2022             |
| 02     | Lazarus                            | 5. Mai 2022             |
| 03     | Die Flucht                         | 12. Mai 2022            |
| 04     | In den Kerkern des Herodes         | 12. Mai 2022            |
| 05     | Die Gunst des Valerius             | 19. Mai 2022            |
| 06     | Eine helfende Hand                 | 19. Mai 2022            |
| 07     | Menschenfischer                    | 2. Juni 2002            |
| 08     | Der Informant des Königs           | 2. Juni 2022            |
| 09     | Aufruhr                            | 9. Juni 2022            |
| 10     | Reisevorbereitungen                | 9. Juni 2022            |
| 11     | Karawane durch Herodes' Königreich | 16. Juni 2022           |
| 12     | Entscheidung in Jesreel            | 16. Juni 2022           |
| 13     | Die Entführung                     | 23. Juni 2022           |
| 14     | Eine Nacht der Leidenschaft        | 23. Juni 2022           |
| 15     | Herodes' Sündenbock                | 30. Juni 2022           |
| 16     | Zur Rede gestellt                  | 30. Juni 2022           |
| 17     | Der Preis der Freiheit             | 7. Juli 2022            |
| 18     | Findet Ur!                         | 7. Juli 2022            |
| 19     | Die Läuterung des Matthäus         | 14. Juli 2022           |
| 20     | Pläne                              | 14. Juli 2022           |
| 21     | Der Zorn Herodias'                 | 21. Juli 2022           |
| 22     | Der Tod des Legionärs              | 21. Juli 2022           |
| 23     | Ein unheiliges Bündnis             | 28. Juli 2022           |
| 24     | Salomes Wunsch                     | 28. Juli 2022           |
| 25     | Verschleppt                        | 4. August 2022          |
| 26     | Gepeinigt und für tot gehalten     | 4. August 2022          |
| 27     | Unter Drogen gesetzt               | 11. August 2022         |
| 28     | Herzenswünsche                     | 11. August 2022         |
| 29     | Hochzeit in Rom                    | 18. August 2022         |
| 30     | Die zwölf Apostel                  | 18. August 2022         |